# Scooby Snacks
Scooby Snacks è un singolo del gruppo musicale statunitense Fun Lovin' Criminals, pubblicato nel 1996 come secondo estratto dal primo album in studio Come Find Yourself. Nel 1997 ci fu una riedizione del singolo che ottenne grande successo nel Regno Unito.

## Video musicale
Esistono due video musicali del brano: uno dove i componenti del gruppo girano in città ed entrano in vari posti e l'altro dove gli stessi componenti fanno un concerto all'interno di un albergo.